# NGC 521

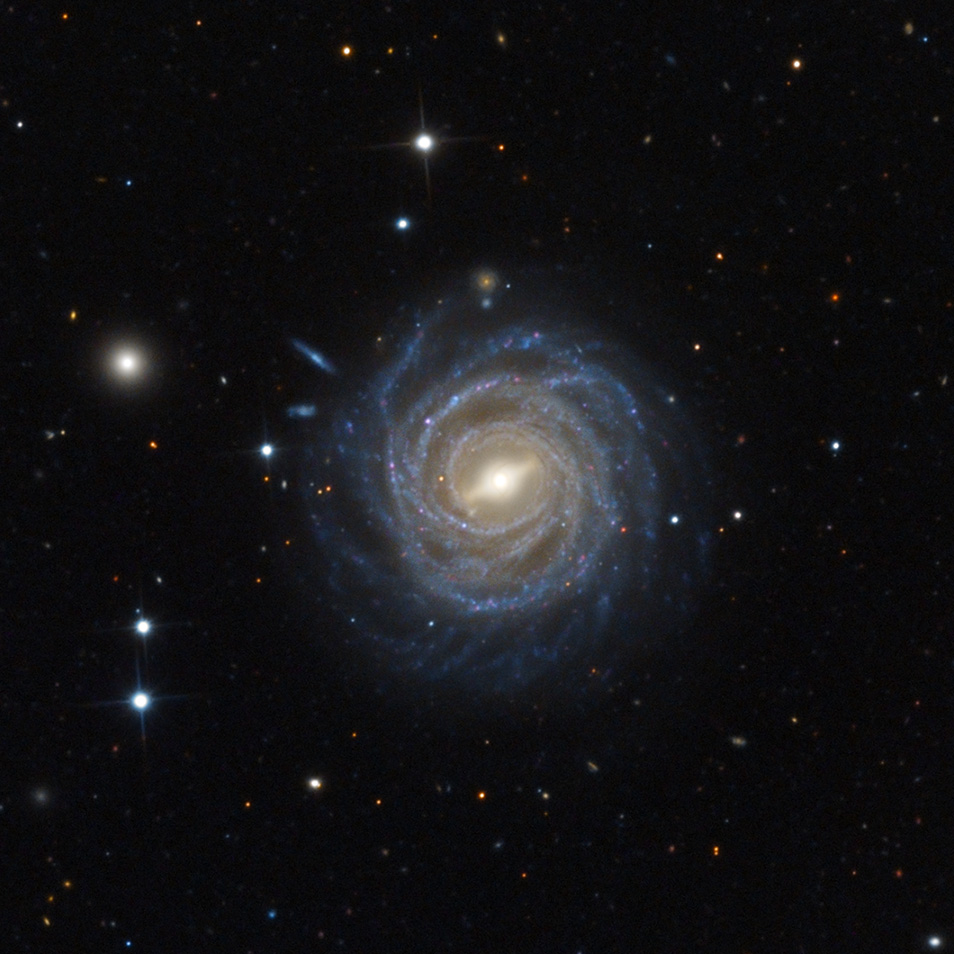
NGC 521 captée par le télescope Schulman de l'observatoire du mont Lemmon. (par Adam Block)

NGC 521 est une vaste galaxie spirale barrée vue de face située dans la constellation de la Baleine. NGC 521 a été découverte par l'astronome germano-britannique William Herschel en 1785.

## Caractéristiques
Sa vitesse par rapport au fond diffus cosmologique est de 4 708 ± 22 km/s, ce qui correspond à une distance de Hubble de 69,4 ± 4,9 Mpc (∼226 millions d'al).
À ce jour, cinq mesures non basées sur le décalage vers le rouge (redshift) donnent une distance de 32,360 ± 4,167 Mpc (∼106 millions d'al), ce qui est loin à l'extérieur des valeurs de la distance de Hubble.
La classe de luminosité de NGC 521 est II-III et elle présente une large raie HI.

## Paire de galaxies
Les galaxies NGC 521 et UGC 890 (CGCG 0118.6+0160 noté 0118+0160 dans l'article de Mahtessian) forment une paire de galaxies.

## Un disque entourant le noyau
Grâce aux observations du télescope spatial Hubble, on a détecté un disque de formation d'étoiles autour du noyau de NGC 521. La taille de son demi-grand axe est estimée à 1470 pc (~4800 années-lumière).

## Supernova
Trois supernovas ont été découvertes dans NGC 521 : SN 1966G, SN 1982O et SN 2006G.

### SN 1966G
Cette supernova a été découverte le 16 août 1966 par l'astronome hongrois Miklós Lovas de l'observatoire Konkoly et par l’astronome américain Gibson Reaves. Le type de cette supernova n'a pas été déterminé.

### SN 1982O
Cette supernova a été découverte le 19 août 1982 par l'astronome hongrois Miklós Lovas de l'observatoire Konkoly. Le type de cette supernova n'a pas été déterminé.

### SN 2006G
Cette supernova a été découverte le 13 janvier 2006 par M. Baek et W. Li dans le cadre du programme conjoint LOSS/KAIT (Lick Observatory Supernova Search de l'observatoire Lick et The Katzman Automatic Imaging Telescope de l'université de Californie à Berkeley. Cette supernova était de type II.